# مونتي كارلو (توسكانا)

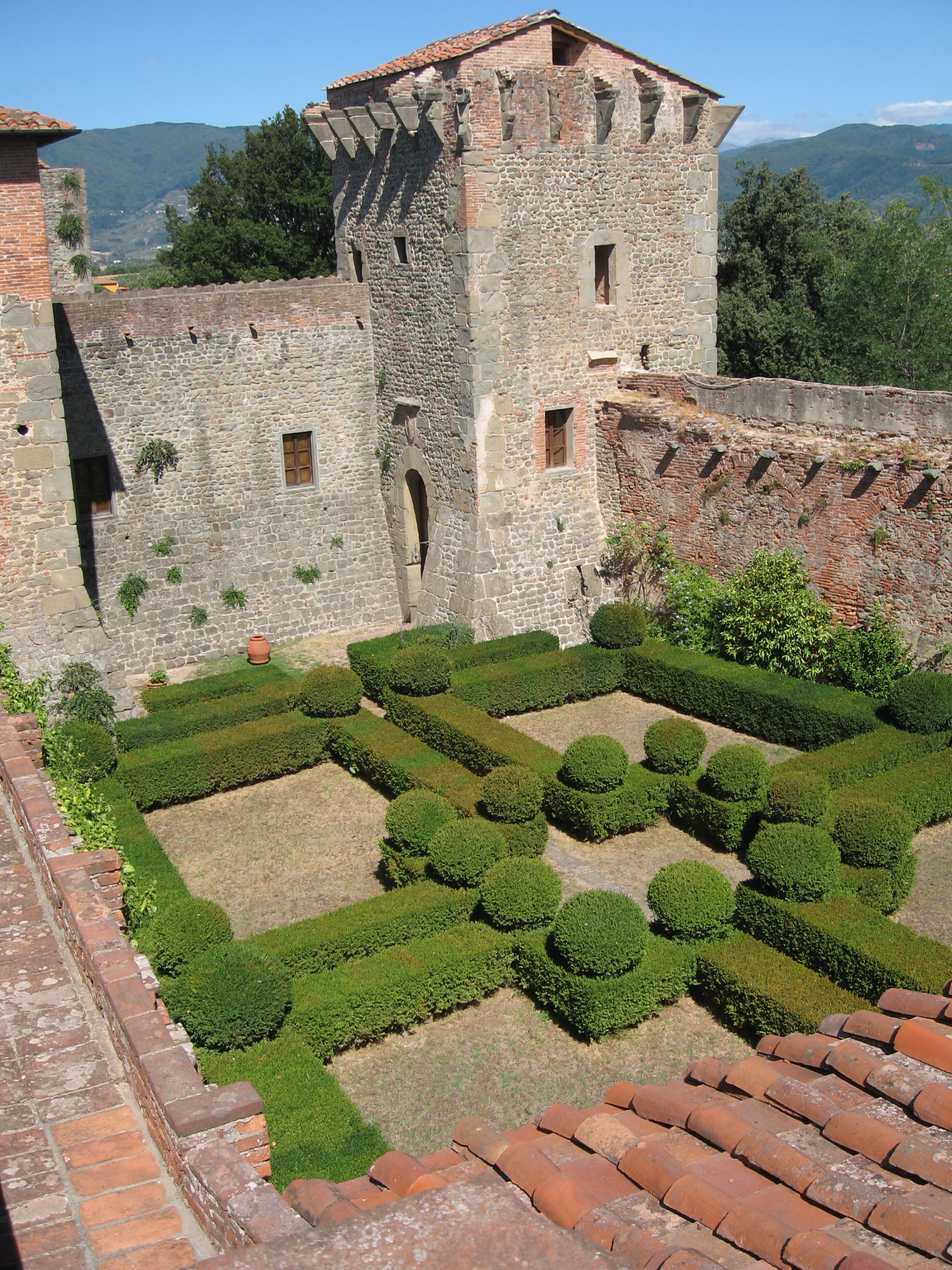
قلعة ("Rocca del Cerruglio") في مونتكارلو

مونتكارلو هي بلدية (كوموني) في مقاطعة لوكا ضمن إقليم توسكانا في إيطاليا، وتقع على بعد حوالي ٥٠ كم غرب فلورنسا وحوالي ١٢ كم شرق لوكا.

## التاريخ
تأسس الحصن والقرية في 1333 على يد الإمبراطور الروماني المقدس المستقبلي كارل الرابع، الذي حرر مدينة لوكا القريبة من حكم جمهورية بيزا. اشتق اسم "Montecarlo" من "جبل كارل" بالإيطالية. ومع ذلك، لم يظهر مستوطنة حقيقية إلا بعد أن دمرت جمهورية فلورنسا قلعة فيفينيا القريبة، ونقل سكانها إلى هذا الموقع.
ظلت مونتكارلو تحت سيطرة جمهورية فلورنسا منذ عام 1437.

## المعالم الرئيسية
- كنيسة سانت أندريا - كنيسة كوليجييت تعود للقرن الرابع عشر، خضعت لتجديدات كبيرة في 1783، وهي أطول مبنى في القرية، وتضم سردابًا يحتفظ بالعناصر المعمارية الرومانية.
- كنيسة سان بييرو إن كامبو - كنيسة ريفية تقع أسفل قلعة مونتكارلو، تم إعادة بنائها بالكامل في القرن الثاني عشر ثم مجددًا بعد تدمير القرية في القرن الرابع عشر. تحتوي على أحد أقدم الأبراج الجرسية في أبرشية لوكا.
- روكا ديل سيروجليو - القلعة التاريخية في مونتكارلو.
- مسرح دي راسكوراتى - مسرح تاريخي في المدينة.

## المدن التوأم
مونتكارلو متوأمة مع:
- التشيك كارلشتاين، التشيك (منذ 2002)
- فرنسا ألثن دي بالودس، فرنسا (منذ 2003)
- ألمانيا مايلاو، ألمانيا (منذ 2006)

## روابط خارجية
- الموقع الرسمي لبلدية مونتكارلو